# Radicaal 74
Niet te verwarren met radicaal 130, waarvoor 月 wordt gebruikt als verkorte radicaal.
Van de in totaal 214 Kangxi-radicalen heeft radicaal 74 de betekenis maan en maand. Het is een van de vierendertig radicalen die bestaat uit vier strepen.
In het Kangxi-woordenboek zijn er 69 karakters die dit radicaal gebruiken.
De vroegste vorm van dit karakter beeldde een sikkelvormige maan uit, waarvan de horizontale strook, de twee fases van een wassende maan symboliseerde. In de loop der eeuwen is de sikkelvormige maan abstracter geworden en zelfs een kwartslag gedraaid.

## Karakters met het radicaal 74

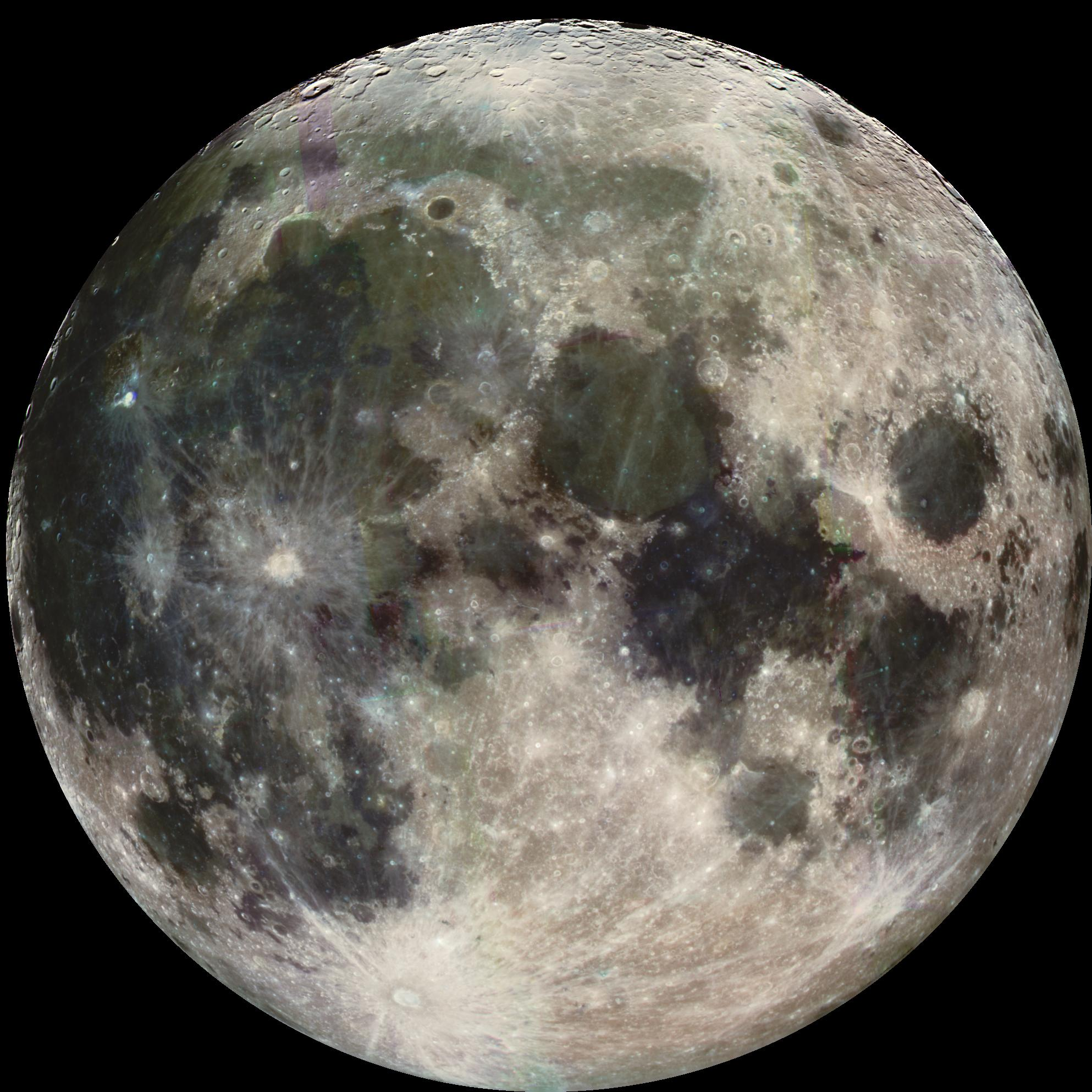
Maan

| Strepen | Karakter          |
| ------- | ----------------- |
| + 0     | 月                |
| + 2     | 有                |
| + 4     | 朊 朋 朌 服 肭    |
| + 5     | 朎 朏 朐 朑 胙    |
| + 6     | 朒 朓 朔 朕 朗 朗 |
| + 7     | 朖 朘 朙 朚 望    |
| + 8     | 朜 朝 朞 期       |
| + 9     | 朠 朡             |
| + 10    | 朢                |
| + 9     | 會                |
| + 11    | 膤                |
| + 12    | 朣 朤 朥          |
| + 14    | 朦                |
| + 16    | 朧                |

Orakelbotkarakter
Bronskarakter
Groot zegelkarakter
Klein zegelkarakter